# Rinderoffenstall

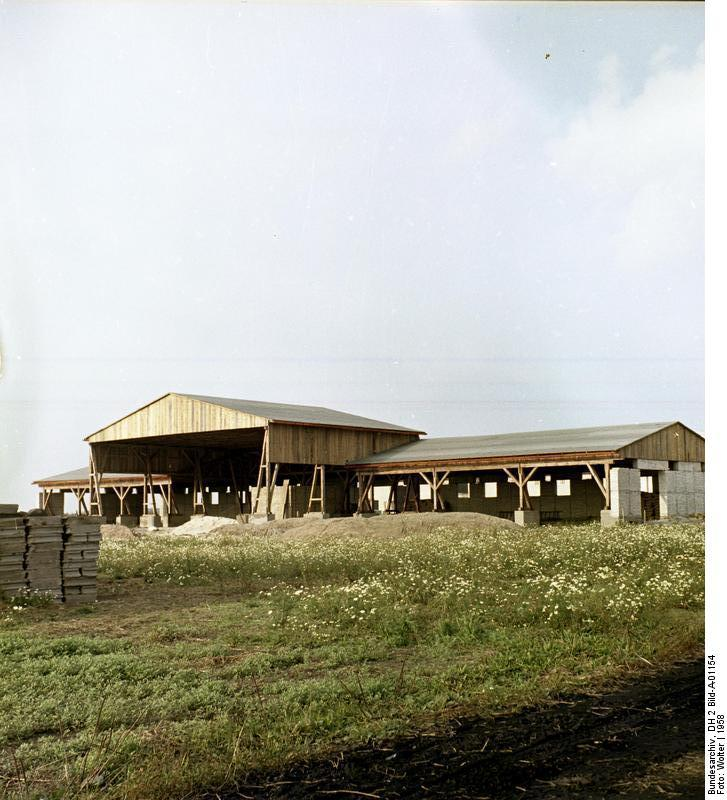
Rinderoffenstall in Tornow, Kreis Neuruppin

Der Rinderoffenstall ist eine überdachte und – im ursprünglichen Sinn – nur zur Wetterseite hin mit einer Schutzwand versehene Stallung zur Freilaufhaltung (mit freiem Zugang zu Tränke und Futterplatz) von Rindern.

## Geschichte
Offenställe werden heute fast ausschließlich mit der Landwirtschaft in der DDR in Verbindung gebracht. Tatsächlich ist diese Bauform, meist als Weidetierunterstand zum Schutz gegen Niederschläge beziehungsweise Sonneneinstrahlungen im Außenbereich weit verbreitet, jedoch nur saisonweise und nicht zur ganzjährigen Einstallung. Für eine Ganzjahreshaltung sind sie nur in Regionen mit geeignetem Klima beziehungsweise für widerstandsfähige Rinderrassen geeignet; hierauf bezogen sich auch gute Erfahrungen in klimatisch günstigen Regionen der Sowjetunion, auf die man sich in der DDR in den 1950er-Jahren berief. Entsprechende Untersuchungen fanden Anfang der 1950er-Jahre auch am Institut für Tierzucht der Eidgenössischen Technischen Hochschule Zürich statt.

## Rinderoffenställe in der DDR

### Die Propagierung der Offenstallhaltung Ende der 1950er-Jahre
Der Rinderoffenstall war eine Forderung der 33. Plenarsitzung des ZK der SED (16. bis 19. Oktober 1957), in der die in den Landwirtschaftlichen Produktionsgenossenschaften (LPGs) zusammengeschlossenen Bauern im Rahmen der sozialistischen Umgestaltung der Landwirtschaft angewiesen wurden, offene Stallungen zur Rinderhaltung zu schaffen, um das Ziel des zweiten Fünfjahresplans der Landwirtschaft zu erreichen, nämlich „die Steigerung der Erträge der tierischen Produktion und die weitere Verbesserung der Versorgung der Bevölkerung aus eigenem Aufkommen“. Infolge eines diesbezüglichen Referats von Walter Ulbricht wurde diese Art der Rinderhaltung zu einer sozialistischen Errungenschaft hochstilisiert, deren Umsetzung geradezu unabdingbare Voraussetzung für den Ausweg aus der damaligen Versorgungsmisere sein sollte. Eine gesetzliche Grundlage dazu wurde im „Gesetz über den zweiten Fünfjahresplan zur Entwicklung der Volkswirtschaft in der DDR“ geschaffen; seitens des Ministeriums für Land- und Forstwirtschaft (Minister Hans Reichelt, Demokratische Bauernpartei Deutschlands (DBP)) wurden „Hinweise zur Errichtung von Milchviehoffenställen“ erarbeitet und herausgegeben.
Für die Propagierung der Rinderoffenställe gab es mehrere Gründe:
1. Eine Verbesserung der angespannten Versorgungslage, die sich bereits als Folge der Bodenreform in der Sowjetischen Besatzungszone 1945/1946 ergeben hatte.
2. Die Zusammenlegung der Milchviehbestände weg von den Einzelhöfen in zentrale Anlagen würde zu einer rationelleren Bewirtschaftung führen, da sich nach dem Weggang vieler Bauernfamilien in den Westen im Zuge der Kollektivierung der Landwirtschaft ein akuter Arbeitskräftemangel ergeben hatte. Es war geplant, dass bis 1960 70 Prozent der rund 442.000 Milchkühe der DDR in Zentralställen untergebracht sein sollte. „Der werktätige Einzelbauer muß im Durchschnitt 40 Minuten täglich aufwenden, um eine Kuh zu füttern, zu entmisten und zu melken. Dieser Unterschied zwischen elf und vierzig Minuten macht im Jahr 17 ganze Arbeitstage aus. Setzt man für den Wert einer Arbeitsstunde 1,50 Mark ein, so verbraucht der Einzelbauer je Tier im Jahr 261 Mark.“[2]
3. Gegenüber traditionellen geschlossenen Stallanlagen konnten so nach einer Berechnung 66 Prozent der Baukosten und damit auch das entsprechende Baumaterial eingespart werden.

Die dafür benötigten Stallanlagen hätten in traditioneller, geschlossener Bauweise rund 650 Millionen MDN (Mark der Deutschen Notenbank) betragen; für die Offenställe wurden 217 Millionen MDN veranschlagt.
Für die einzelnen Materialposten wurden folgende Einsparungen berechnet:
- Holz: 41.000 Festmeter
- Zement: 194.000 Tonnen
- Stahl: 13.000 Tonnen
- Mauersteine: 338 Millionen Stück

### Widerstände
Der Bau der offenen Stallanlagen stieß zunächst auf heftige Widerstände. Gründe hierfür waren:
1. Mangels klarer Beschreibungen hatte man einfach keine Vorstellung, was damit gemeint war. In der Schweriner Volkszeitung klagte ein Genosse Tesch, Erster Sekretär der Betriebsparteiorganisation im Wittenberger Nähmaschinenwerk: „Nur müßten wir wenigstens von der Zeichnung her wissen, wie so ein Stall eigentlich aussieht.“[2]
2. Eine Ausweisung entsprechend großer Flächen wurde notwendig und damit auch ein Verlust von Acker- und Weideland.
3. Ausreichende Arbeitskräfte waren oft nicht vorhanden, um die Bauten zu erstellen, da im Zuge der Zwangskollektivierung der Landwirtschaft viele Bauersfamilien ihre Höfe Richtung Westen verlassen hatten.

Im Kreis Schwerin wurden zwischen den Betrieben und deren Paten-LPGs Hilfsverträge abgeschlossen. So errichteten Arbeiter der Schweriner Klement-Gottwald-Werke einen Offenstall für ihre Patenbauern in Leezen. Eisenbahner, Bahnpolizisten, Jugendliche, Soldaten und sogar Angehörige einer sowjetischen Truppeneinheit legten ebenfalls Hand an. „Für das Herrichten des Dachstuhls ist vorgesehen, Genossen der Kampfgruppe mit heranzuziehen“, meldete die Schweriner Volkszeitung. Es gab auch noch den gesunden Menschenverstand, der nicht in Einklang mit den Ideen der in der Landwirtschaft oft unerfahrenen Parteisekretäre zu bringen war, jedoch schnell als Boykott am Aufbau des Sozialismus gewertet werden konnte; bauunwillige LPG-Vorsitzende wurden ihrer Posten enthoben.

### Der „komplettierungsfähige“ Rinderoffenstall
Durch Managementfehler und mangelnde Erfahrung beim Betrieb eines Offenstalls gab es im rauen Klima zwischen Ostsee und Erzgebirge im Vergleich zu warmen Regionen der Sowjetunion vielfältige Probleme. Auch die fehlende Akzeptanz der LPG-Arbeiter, die selbst unter den Außentemperaturen litten, führte dazu, dass in den Wintermonaten die Milchleistungen rapide zurückgingen und teilweise Jungvieh erfror. Auf dem gefrorenen Boden war eine Stallreinigung nur erschwert möglich, das Vieh stolperte über festgefrorene Kuhfladen oder rutschte auf gefrorener Gülle aus. Durch Notschlachtungen dezimierte sich der Viehbestand.
Während einer wissenschaftlichen Tagung der Deutschen Akademie für Landwirtschaft in Leipzig zum Thema „Offenstallhaltung“ wurden konkrete Zahlen genannt: Täglich starben 720 Rinder.
1958 wurden der erste Offenstall sowie einige Schweinehütten in Holzbauweise errichtet. Auf Grund unserer klimatischen Bedingungen machte es sich jedoch erforderlich, den Offenstall 1959 zu einem geschlossenen Stall umzubauen.
Da man nur ungern zurückrudern wollte, hieß die Zauberformel nun: Komplettierung von Rinderoffenställen – für Stallungen in Typen-Großblock- und Betonelementbauweise wurden in den 1960er-Jahren sogar Bausätze für Seiten- und Frontwände mit Fenstern angeboten.

## Status quo

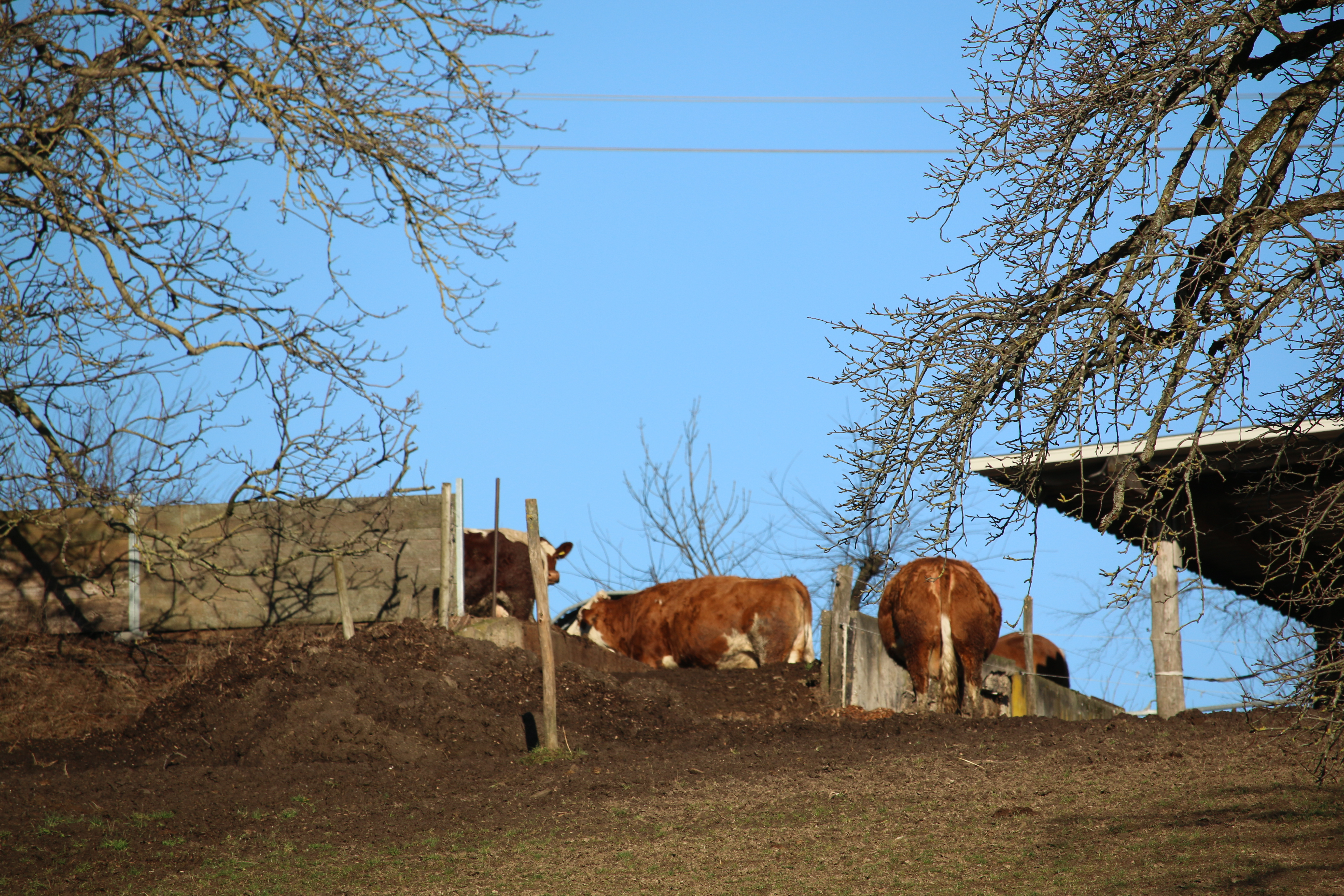
Hofgut Neurott bei Maisbach (Nußloch), Rinder in Offenstallhaltung

Im Bereich der ökologischen Landwirtschaft wird in den letzten Jahren in kleinerem Umfang sowohl bei Rindern als auch bei Schweinen wieder auf Offenstallhaltung gesetzt. Wichtig ist dabei die Auswahl von entsprechend widerstandsfähigen Rassen, die jedoch – im Gegensatz zu Hochleistungsrassen in der extensiven Viehwirtschaft – eine geringere Milchleistung beziehungsweise Ausschlachtgewicht haben. Auch für Pferde ist die Offenstallhaltung geeignet.